# خفاش‌های شکوفه‌خوار
خفاش‌های شکوفه‌خوار (نام علمی: Syconycteris) نام یک سرده از تیره خفاش میوه‌خوار است.